# ساوانا دی‌ملو
ساوانا دی‌ملو (انگلیسی: Savannah DeMelo؛ زادهٔ ۲۶ مارس ۱۹۹۸) بازیکن فوتبال اهل ایالات متحده آمریکا است که در حال حاضر برای باشگاه فوتبال ریسینگ لویی‌ویل بازی می‌کند.
وی همچنین در تیم‌های ملی فوتبال زیر ۲۰ سال و بزرگسالان زنان ایالات متحده آمریکا بازی کرده است.

## دوران دانشگاهی
دی‌ملو به مدت پنج سال در دانشگاه کالیفرنیا جنوبی بازی کرد و در ۷۵ حضور، وی ۱۷ گل و ۲۸ پاس گل برای تروجان‌ها ثبت کرد. او در طول دوران دانشگاه خود به عنوان یک بازیکن ثابت شناخته می‌شد و سه بار برای تیم آل پک ۱۲ انتخاب شد، و توانست افتخار تیم آل-فرشمن در سال ۲۰۱۷ را کسب نماید. به عنوان یک سال دومی در سال ۲۰۱۸، دی‌ملو نه گل زد و روی ۱۰ گل دیگر اثرگذاری کرد و به افتخارات آل آمریکن از سوی مربیان فوتبال ایالات متحده آمریکا دست یافت. دی‌ملو فصل سوم خود را به دلیل پارگی تاندون آشیل کاملاً از دست داد، اما به عنوان یک سال چهارمی با موفقیت به میدان برگشت و در تمام ۱۴ بازی در ترکیب اولیه بازی کرد. تروجانز در هر پنج سالی که دی‌ملو برای آن‌ها بازی کرد، به تورنمنت NCAA رسید.

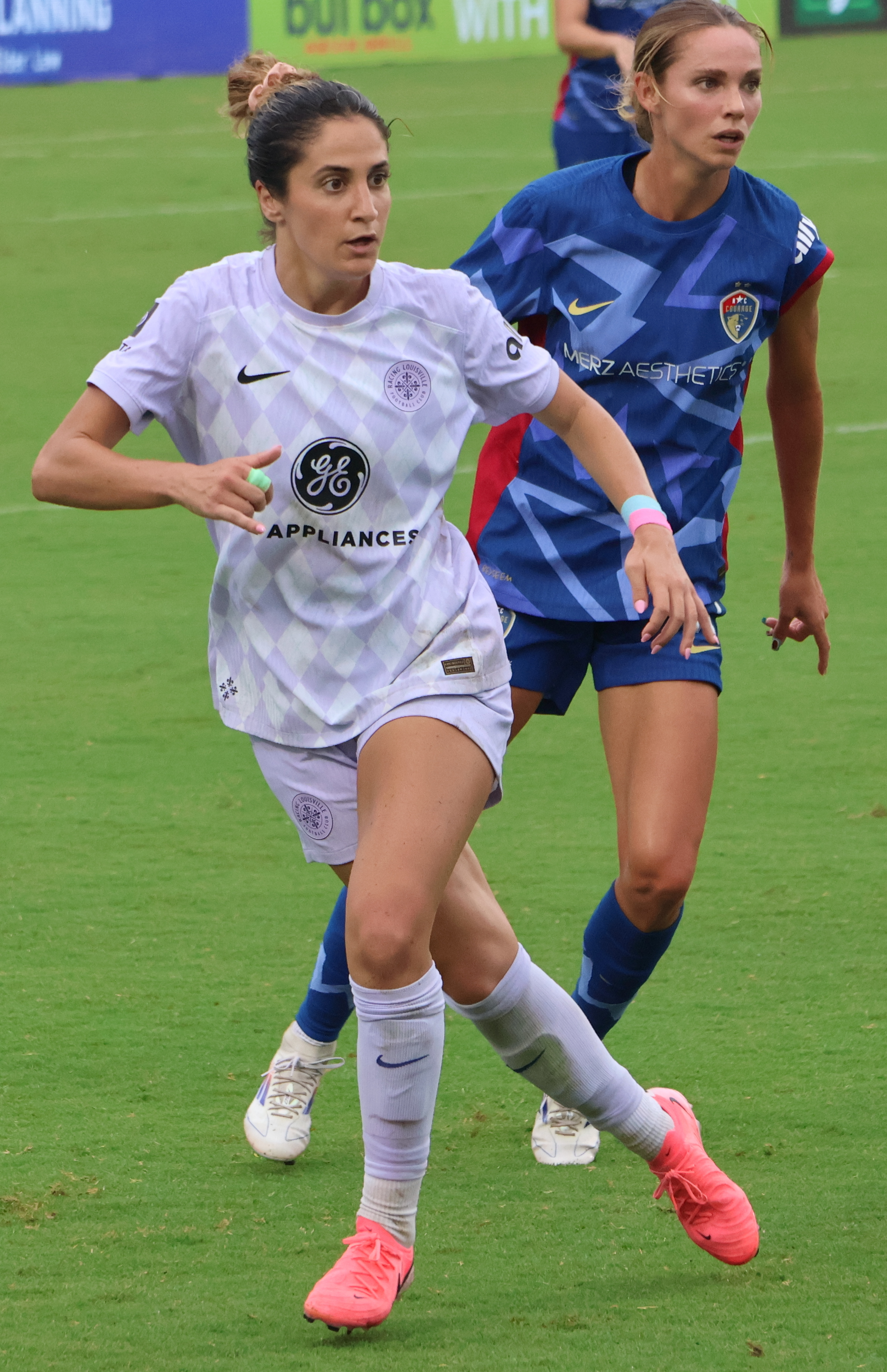
دی‌ملو در حال بازی برای ریسینگ در سال ۲۰۲۴

باشگاه فوتبال ریسینگ لویی‌ویل دی‌ملو را در سال ۲۰۲۲ انتخاب کرد، بعد از این که این باشگاه هم‌تیمی او، جایلین هاول را نیز انتخاب کرد. دی‌ملو در ۲۵ مارس اولین بازی حرفه‌ای خود را انجام داد و ۱۱ دقیقه به عنوان بازیکن تعویضی در برابر هیوستون دش در دومین بازی ریسینگ در چلنج کاپ ۲۰۲۲ به میدان رفت. او برای اولین بار در ۲ آوریل در یک پیروزی ۳–۰ مقابل باشگاه فوتبال کانزاس سیتی کارنت به میدان رفت. دی‌ملو در تمام مسابقات ریسینگ در فصل ۲۰۲۲ جزء ۱۱ بازیکن اصلی بود و توانست چهار گل بزند و دو پاس گل دهد و در ایجاد شانس‌های گل و خطاهای به دست آمده در لیگ پیشتاز بود. اولین گل حرفه‌ای دی‌ملو، یک ضربه آزاد مستقیم برنده بازی در برابر باشگاه فوتبال سن دیگو ویو در ۱۸ مه ۲۰۲۲، در لیست ۱۰ گل برتر واحد ورزشی ای‌اس‌پی‌ان قرار گرفت.
در سال ۲۰۲۳، دی‌ملو در تمام رقابت‌ها ۱۲ مشارکت گل داشت و در لیگ پنج گل زد و دو پاس گل داد. او برای تیم منتخب چلنج کاپ ۲۰۲۳ انتخاب شد و بازیکن ماه NWSL برای ماه مه لقب گرفت. او دو بار به تیم ماه لیگ نیز راه پیدا کرد.

## دوران ملی
دی‌ملو شروع خود در USC را به منظور بازی برای ایالات متحده در جام جهانی زنان زیر ۲۰ سال ۲۰۱۶ به تعویق انداخت. او همچنین در جام جهانی زنان زیر ۲۰ سال ۲۰۱۸ بازی کرد و چهار گل زد و به ایالات متحده کمک کرد تا این رقابت‌ها را در سال ۲۰۱۵ که در هندوراس برگزار می‌شد، قهرمان شود.
در سپتامبر و اکتبر ۲۰۲۲، دی‌ملو اولین دعوت‌نامه‌های خود را برای بازی در تیم ملی بزرگسالان ایالات متحده برای بازی‌های دوستانه در برابر نیجریه، انگلستان و اسپانیا دریافت کرد، اما در هیچ‌کدام از آن‌ها بازی نکرد.
در ۲۱ ژوئن ۲۰۲۳، دی‌ملو به تیم ملی فوتبال زنان ایالات متحده آمریکا برای جام جهانی زنان ۲۰۲۳ در استرالیا و نیوزلند دعوت شد و سومین بازیکنی شد که بدون سابقه کسب جام در فهرست تیم ملی ایالات متحده قرار می‌گیرد. او اولین جام خود را در نیمه دوم در مسابقه خداحافظی تیم در برابر ولز دریافت کرد. در جام جهانی، دی‌ملو در ترکیب اصلی برای دو بازی گروهی اول تیم، یک پیروزی ۳–۰ در برابر ویتنام و یک تساوی ۱–۱ در برابر هلند قرار داشت.